# Список умерших в 1918 году
В этой статье представлен список известных людей, умерших в 1918 году.
- См. также: Категория:Умершие в 1918 году

## Январь
- 9 января — Эмиль Рено (73) — французский изобретатель, художник и популяризатор науки, предтеча мультипликации.
- 10 января — Константин Йозеф Иречек (63) — чешский историк.
- 11 января — Дмитрий Абриньба (32) — офицер Русской императорской армии, затем военачальник армии Украинской Народной Республики.
- 15 января — Войцех Кентшиньский (79) — польский историк.
- 18 января — Юргис Белинис (71) — книгоноша, публицист.
- 18 января — Николай Константинович (67) — первый ребёнок великого князя Константина Николаевича.
- 19 января — Пётр Скипетров (54) — священнослужитель Православной Российской Церкви, протоиерей.
- 20 января — Владимир Наливкин (65) — русский офицер, участник Среднеазиатских походов, русский этнограф и исследователь Средней Азии.
- 29 января — Яков Гандзюк (44) — генерал-майор Русской армии, военный деятель УНР.
- 29 января — Алексей Каледин (56) — российский военачальник, генерал от кавалерии, деятель Белого движения.
- 29 января — Владимир Каллаш (51) — русский и украинский литературовед, фольклорист, библиограф.
- 31 января — Иван Пулюй (72) — выдающийся украинский физик и электротехник, организатор науки, общественный деятель.

## Февраль
- 4 февраля — Пётр Галаев — российский военачальник, войсковой старшина, участник Первой мировой войны и Белого движения.
- 6 февраля — Густав Климт (55) — австрийский художник, основоположник модерна в австрийской живописи.
- 7 февраля — Владимир (Богоявленский) (70) — епископ Православной Российской Церкви, митрополит Киевский и Галицкий.
- 10 февраля — Станислав Васильковский (57) — русский вице-адмирал, главный командир Севастопольского порта.
- 10 февраля — Яков Сафонов — генерал-майор (1917).
- 18 февраля — Анатолий Назаров(41) — донской казак, участник Русско-японской, Первой мировой и Гражданской войн, генерал-майор.
- 20 февраля — Антоний (Флоренсов) (70) — епископ Православной российской церкви, в 1884—1895 годы епископ Вологодский и Тотемский.
- 21 февраля — Франц Ксавер Зимм (64) — австрийский художник-жанрист.
- 23 февраля — Усеин Болатуков — крымскотатарский драматург, поэт.
- 23 февраля — Томас, Брасси (82) — английский экономист и политик.
- 23 февраля — Николай Львов (48) — русский контр-адмирал.
- 23 февраля — Николай Сакс (58) — русский морской офицер.
- 23 февраля — Номан Челебиджихан — крымскотатарский политик и общественный деятель.
- 27 февраля — Василий Сафонов (66) — русский дирижёр, пианист, педагог, директор Московской консерватории в 1889—1905, отец Анны Книпер, дед Владимира Тимирёва.
- 28 февраля — Николай Дубовской (58) — русский художник-передвижник, пейзажист, профессор Императорской Академии художеств, автор более 1000 этюдов и 400 картин.

## Март
- 6 марта — Иван Кострюков (49) — генерал-майор Русской императорской армии.
- 6 марта — Александр Перепеловский (54) — генерал-майор Русской императорской армии.
- 13 марта — Цезарь Кюи (83) — русский композитор и музыкальный критик, член «Могучей кучки».
- 25 марта — Клод Дебюсси (55) — французский композитор, музыкальный критик.
- 25 марта — Уильям Легги (76) — австралийский военный и орнитолог.
- 25 марта — Евгений Неронович — украинский политический и общественный деятель, революционер.
- 27 марта — Генри Адамс (80) — американский писатель и историк.

## Апрель
- 1 апреля — Павел Реннекампф (63) — российский генерал; расстрелян в Таганроге за отказ вступить в Рабоче-Крестьянскую Красную Армию.
- 4 апреля — Герман Коген (75) — немецко-еврейский философ-идеалист, глава Марбургской школы неокантианства.
- 4 апреля — Макс Левандовски (41) — немецкий невролог, еврей по национальности.
- 6 апреля — Савва Мамонтов (76) — российский предприниматель и меценат.
- 8 апреля — Григорий Чудновский — российский революционер, участник «штурма Зимнего».
- 11 апреля — Отто Вагнер (76) — австрийский архитектор.
- 13 апреля — Юри Вильмс (28) — эстонский политик, один из основателей независимой Эстонской Республики в 1918 году.
- 13 апреля — Лавр Корнилов (47) — российский военачальник; убит при штурме Екатеринодара.
- 15 апреля — Иван Нечуй-Левицкий (79) — украинский писатель, публицист.
- 20 апреля — Пауль Гауч фон Франкентурн (67) — австро-венгерский государственный и политический деятель.
- 24 апреля — Евно Азеф (49) — российский революционер-провокатор, один из руководителей партии эсеров и, одновременно, — Секретный сотрудник Департамента полиции.
- 24 апреля — Антон Слуцкий — большевистский военный и политический деятель.
- 24 апреля — Пётр Фрезе (74) — изобретатель, один из конструкторов первого российского серийного автомобиля.
- 28 апреля — Гаврило Принцип (23) — сербский националист, известный благодаря убийству эрцгерцога австрийского Франца Фердинанда и его жены герцогини Софии Гогенберг, которое стало поводом для начала Первой мировой войны; умер в тюрьме от туберкулёза.

## Май
- 17 мая — Эрнст Гессе-Вартег (67) — австрийский путешественник и писатель.

## Июнь
- 1 июня — Родерик Даллас (26) — австралийский лётчик-ас.
- 2 июня — Иван Калиниченко — активный участник революционного движения и трудовой борьбы, вооружённого восстания за власть Советов, организатор первых отрядов Красной гвардии на Криворожье.
- 2 июня — Юлия Умникова — активная участница революционного движения за власть Советов на Криворожье.
- 2 июня — Василий Чередниченко — активный участник революционного движения и трудовой борьбы.
- 9 июня — Анна Достоевская (71) — русская мемуаристка; стенографистка, помощница, а с 1867 года вторая жена Фёдора Достоевского, мать его четверых детей.
- 20 июня — Самуил Буачидзе (36) — российский революционер-большевик, один из руководителей борьбы за Советскую власть на Северном Кавказе.
- 21 июня — Герман Эссиг (39) — немецкий драматург, новеллист и поэт.
- 25 июня — Сергей Марков (39), русский военачальник, генерал-лейтенант (1917), один из лидеров белого движения.
- 26 июня — В. Володарский (26 или 27) — деятель российского революционного движения, комиссар Петроградского совета по делам печати; застрелен по дороге на митинг.
- 26 июня — Кирион II (62) — первый католикос-патриарх Грузии.
- 29 июня — Гермоген (Долганёв) (60) — епископ Православной российской Церкви.
- 30 июня — Фёдор Волков (71) — российский и украинский антрополог, этнограф, археолог, общественный деятель, доктор Сорбоннского университета, профессор Петербургского университета.

## Июль
1 июля
- Беренд Вильгельм Феддерсен (86) — немецкий физик.

3 июля
- Николай Даниельсон (74) — русский экономист, публицист-народник, издатель.

6 июля 
- Вильгельм Мирбах (47) — посол Германской империи при правительстве РСФСР в Москве; убит по решению ЦК Партии левых социалистов-революционеров.
- Семён Нахимсон (32) — участник революционного движения в России.

7 июля
- Николай Абельман (31) — российский и советский революционер, участник Октябрьской революции.

8 июля
- Франциск Венцек (32) — советский государственный и партийный деятель, председатель Самарского губернского Революционного Трибунала (1918), убит.
- Максим Галат — известный революционер в Иркутской области.
- Эусеби Гуэль (71) — каталонский промышленник, меценат и политик, известный преимущественно благодаря поддержке знаменитого архитектора Антонио Гауди.

11 июля
- Аббас Сиххат (44) — азербайджанский поэт, драматург, переводчик.

14 июля
- Константин Меркушинский — священномученик Русской православной церкви.

17 июля 
- Теодор Торосевич — галицкий фармацевт и бальнеохимик.
- Расстрелянные в Екатеринбурге 17 июля 1918:
  - Николай Романов (50) — последний император Всероссийский (1894—1917), Царь Польский и великий князь Финляндский.
  - Александра Фёдоровна (46) — супруга Николая II (c 1894).
  - Алексей Николаевич (13) — единственный сын Николая II и Александры Фёдоровны.
  - Ольга (22), Татьяна (21), Мария (19), Анастасия (17) — дочери Николая II и Александры Фёдоровны.
  - Евгений Боткин (53) — русский врач, лейб-медик семьи Николая II, дворянин.
  - Алексей Трупп (62) — камер-лакей (камердинер) последнего российского императора.
  - Анна Демидова (40) — комнатная девушка императрицы Александры Фёдоровны, дворянка.
  - Иван Харитонов (48) — повар царской семьи, добровольно оставшийся с ними в заключении.

18 июля
- Члены дома Романовых, убитые под Алапаевском:
  - Елизавета Фёдоровна (53) — принцесса Гессен-Дармштадтская, в супружестве (за российским великим князем Сергеем Александровичем) великая княгиня царствующего дома Романовых.
  - Великий князь Сергей Михайлович (48) — младший (пятый) сын великого князя Михаила Николаевича и Ольги Фёдоровны, внук Николая I.
  - Иоанн Константинович Романов (32) — князь императорской крови.
  - Константин Константинович Романов (младший) (27) — русский князь императорской крови, сын великого князя Константина Константиновича и великой княгини Елизаветы Маврикиевны, правнук императора Николая I.
  - Игорь Константинович (24) — русский князь императорской крови, сын великого князя Константина Константиновича и великой княгини Елизаветы Маврикиевны, правнук императора Николая I.
  - Владимир Палей (21) — сын Великого Князя Павла Александровича от его морганатического брака с Ольгой Валерьяновной Пистолькорс; граф Гогенфельзен (1904), князь (1915); поручик Лейб-Гвардии Гусарского полка, поэт.
  - Варвара (Яковлева) (ок. 68) — одна из первых сестёр Марфо-Мариинской обители, келейница её основательницы великой княгини Елизаветы Фёдоровны.
  - Фёдор Семёнович (Михайлович) Ремез — управляющий делами великого князя Сергея Михайловича.

22 июля
- Павел Полторацкий — советский государственный и партийный деятель, активный участник Октябрьской революции в Туркестане.

29 июля
- Эрнест Уильям Кристмас (55) — австралийский художник вулканической школы.

30 июля
- Иван Стешенко — украинский общественный и политический деятель, педагог, литературовед, писатель, переводчик.
- Хаим Соловейчик (65) — главный раввин Брест-Литовска.
- Герман фон Эйхгорн (70) — прусский генерал-фельдмаршал; убит в Киеве бомбой, брошенной левым эсером Борисом Донским.

## Август
- 4 августа — Мурад Себастаци — деятель армянского национально-освободительного движения.
- 7 августа — Мартын Межлаук — российский революционер, большевик, брат Валерия, Ивана и Валентина Межлауков.
- 9 августа — Амвросий (Гудко) (49) — епископ Православной Российской Церкви.
- 10 августа — Борис Донской (23 или 24) — российский революционер, убийца Германа фон Эйхгорна; повешен.
- 12 августа — Ян Юдин (34) — герой гражданской войны в Татарии.
- 16 августа — Абдулвагаб Гаджиев (29) — революционный деятель Дагестана.
- 27 августа — Василий (Богоявленский) (51) — епископ Русской православной церкви, архиепископ Черниговский и Нежинский.
- 27 августа — Матфей (Померанцев) — архимандрит Русской православной церкви, ректор Пермской духовной семинарии в 1917−1918 годы.
- 28 августа — Фридрих Бриедис (30) — участник Первой мировой войны, Георгиевский кавалер, полный кавалер ордена Лачплесиса, полковник, один из первых организаторов латышских стрелковых батальонов.
- 29 августа — Погос Араксян (49) — российский армянский актёр.
- 29 августа — Сесил Хили (36) — австралийский пловец, олимпийский чемпион.
- 30 августа — Моисей Урицкий (45) — российский революционный и политический деятель, известный прежде всего своей деятельностью на должности председателя Петроградской ЧК; убит.

## Сентябрь
- 3 сентября — Фанни Каплан (28) — участница российского революционного движения, известная, главным образом, как исполнитель покушения на жизнь Ленина; расстреляна.
- 3 сентября — Джон Форрест (71) — австралийский путешественник и государственный деятель.
- 5 сентября — Степан Белецкий — российский государственный деятель.
- 5 сентября — Алексей Хвостов (46) — русский государственный деятель.
- 12 сентября — Джордж Хьюстон Рид (64) — австралийский государственный деятель, премьер-министр Австралии (1904-1905).
- 13 сентября — Пётр Карпов (52) — русский военачальник, генерал-майор, военный руководитель Ярославского восстания.
- 16 сентября — Пимен (Белоликов) (38) — епископ Русской православной церкви, епископ Семиреченский и Верненский.
- 18 сентября — Антоний (Гиоргадзе) — епископ Грузинской православной церкви, митрополит Кутаисско-Гаенатский.
- 18 сентября — Владимир Сенилов (43) — русский композитор.
- 19 сентября — Кази Магомед Агасиев — революционер, участник борьбы за советскую власть в Азербайджане и Дагестане.
- 19 сентября — Токаш Бокин (28) — участник борьбы за установление Советской власти.
- 20 сентября — Багдасар Авакян (35) — советский комендант Баку в период Бакинской коммуны.
- 20 сентября — Мешади Азизбеков (42) — деятель революционного движения в Азербайджане.
- 20 сентября — Арсен Амирян — один из 26 бакинских комиссаров.
- 20 сентября — Меер Басин (28) — российский революционер, член ВРК Кавказской армии, один из 26 бакинских комиссаров.
- 20 сентября — Эйжен Берг — латышский большевик, один из 26 бакинских комиссаров.
- 20 сентября — Соломон Богданов — один из 26 бакинских комиссаров.
- 20 сентября — Мир-Гасан Кязим оглы Везиров — социалист-революционер, один из 26 бакинских комиссаров.
- 20 сентября — Прокофий Джапаридзе (38) — грузинский коммунист, расстрелянный в числе 26 бакинских комиссаров.
- 20 сентября — Яков Зевин (30) — русский революционер.
- 20 сентября — Григорий Корганов (32) — грузинский революционер, большевик, деятель Бакинской коммуны, один из 26 бакинских комиссаров.
- 20 сентября — Григорий Петров (26) — левый эсер, военный комиссар Бакинского района от Совета Народных Комиссаров РСФСР, один из 26 бакинских комиссаров.
- 20 сентября — Владимир Полухин — российский советский политический деятель, один из 26 бакинских комиссаров.
- 20 сентября — Фёдор Солнцев — российский советский политический деятель, один из 26 бакинских комиссаров.
- 20 сентября — Иван Фиолетов — деятель российского революционного движения, один из 26 бакинских комиссаров.
- 20 сентября — Степан Шаумян (39) — глава кавказских большевиков, расстрелян в числе 26 бакинских комиссаров.
- 21 сентября — Юлий Икскуль (65) — барон, русский государственный деятель.
- 30 сентября — Хрисанф Лопарев (56) — учёный в области византиноведения и древнерусской литературы, краевед.

## Октябрь
- 2 октября — Джон Томас Барнетт (37) — австралийский регбист и игрок в регбилиг, чемпион летних Олимпийских игр в составе команды Австралазии.
- 4 октября — Василий Берви-Флеровский (89) — российский социолог, публицист, экономист и беллетрист, идеолог народничества, видный участник общественного движения 1860—1890-х годов.
- 5 октября — Роберт Росс (49) — журналист и художественный критик канадского происхождения, друг и литературный душеприказчик Оскара Уайлда; в 1950 его прах помещён в специальном углублении памятника на могиле Уайлда.
- 6 октября — Михаил Дорман (49) — русский генерал, начальник штаба 21-го армейского корпуса, герой Первой мировой войны.
- 8 октября — Михаил Алексеев (60) — крупнейший русский военачальник.
- 9 октября — Йозеф Карабацек (73) — австрийский востоковед.
- 15 октября — Пётр Волкобой (59) — генерал-лейтенант, герой русско-японской войны.
- 18 октября — Александр Шевцов (65) — российский военный деятель, генерал от инфантерии РИА.
- 19 октября — Александр Багратион-Мухранский (65) — князь, генерал-лейтенант, командир лейб-гвардии Конного полка.
- 21 октября — Николай Урусов — русский общественный и государственный деятель из рода Урусовых.
- 24 октября — Яков Дубровинский (36) — деятель революционного движения в России, большевик, активный участник борьбы за Советскую власть в Сибири.
- 25 октября — Григорий Вейнбаум (27) — советский государственный и партийный деятель, уполномоченный НКИД Российской Советской Республики - РСФСР в Сибири (1917-1918), расстрелян.
- 25 октября — Аркадий Иванов (36) — русский революционный деятель.
- 25 октября — Александр Парадовский (50) — инженер-технолог, директор Красноярского железнодорожного училища, красногвардеец, комиссар железной дороги, член Красноярского Совета рабочих и солдатских депутатов.
- 26 октября — Владимир Заленский (71) — русский зоолог, эмбриолог.
- 26 октября — Николай Медников (63) — российский арабист-палестиновед.
- 29 октября:
  - Миник (Уоллес), представитель коренного населения Гренландии из племени инугуит, вывезенный в США Робертом Пири.
  - Рудольф Тобиас (45) — эстонский композитор и органист.
- 31 октября — Алексей Капнист — камергер Двора Его Императорского Величества.

## Ноябрь
- 3 ноября — Александр Ляпунов (61) — русский математик и механик, академик Петербургской Академии наук.
- 3 ноября — Иван Сорокин (33) — красный военачальник, участник Русско-Японской, Первой мировой и Гражданской войн. Главнокомандующий Красной армией Северного Кавказа.
- 6 ноября — Лаврентий (40 или 41) — епископ Балахнинский, викарий Нижегородской епархии; расстрелян латышскими стрелками.
- 9 ноября — Сергей Андреевский (70) — русский поэт, критик и судебный оратор.
- 9 ноября — Гийом Аполлинер (38) — французский поэт, один из наиболее влиятельных деятелей европейского авангарда начала XX века; испанский грипп.
- 9 ноября — Николай Харито (31) — русский композитор, поэт, автор всемирно знаменитого романса «Отцвели уж давно хризантемы в саду».
- 11 ноября — Виктор Адлер (66) — один из лидеров австрийской социал-демократии.
- 14 ноября — Максим Антонович (84) — русский литературный критик, публицист, философ.
- 17 ноября — Валериан Половцов — российский педагог.
- 19 ноября — Магакия Орманян (77) — армянский религиозный и общественно-политический деятель, историк, теолог, арменовед и философ. Патриарх армян Константинополя.
- 20 ноября — Йон Бауэр (36) — шведский художник и иллюстратор.
- 20 ноября — Евгений Колбасьев — русский ученый, изобретатель в области военно-морского дела, один из основоположников телефонии.
- 24 ноября — Арам Аракелов — подполковник Российской империи; командир Армянского национального полка в 1918.
- 25 ноября — Алексей Веселовский (75) — русский литературовед, профессор Московского университета и бывших Высших женских курсов.
- 27 ноября — Анатолий Фиолетов — русский поэт «одесского круга».

## Декабрь
- 2 декабря — Эдмон Ростан (50) — французский поэт и драматург; испанский грипп.
- 8 декабря — Фёдор Келлер (61) — военачальник Русской Императорской армии.
- 13 декабря — Андрей Заливчий (26) — украинский политический деятель и писатель.
- 13 декабря — Николай Фигнер (61) — знаменитый русский оперный певец (тенор).
- 16 декабря — Эдвард Уильям Коул (86) — австралийский книготорговец и издатель.
- 18 декабря — Яков Гололобов — действительный статский советник, Волынский и Енисейский губернатор.
- 18 декабря — Александра Ефименко(70) — русский и украинский историк, этнограф.
- 18 декабря — Татьяна Ефименко — русская поэтесса.
- 20 декабря — Богдан Залевский — агроном, депутат Государственной думы I созыва от Седлецкой губернии.
- 21 декабря — Конрад Гогенлоэ-Шиллингсфюрст (55) — австро-венгерский государственный деятель.
- 21 декабря — Андрей Пантелеев (38) — русский офицер, монархист, участник Белого движения.
- 25 декабря — Григорий Борман — российский предприниматель.
- 26 декабря — Герман Лопатин (73) — русский политический деятель, революционер.
- 27 декабря — Карл Шлехтер (44) — выдающийся австрийский шахматист.

## Дата неизвестна или требует уточнения
- Декабрь — Елена Молоховец (87) — классик русской кулинарной литературы, автор книги «Подарок молодым хозяйкам» (1861).
- Надежда Матвеевна Кибальчич, украинская писательница